# Xã Sterling, Quận Blue Earth, Minnesota
Xã Sterling (tiếng Anh: Sterling Township) là một xã thuộc quận Blue Earth, tiểu bang Minnesota, Hoa Kỳ. Năm 2010, dân số của xã này là 296 người.